# دائرة سيدي مروان
دائرة سيدي مروان هي إحدى دوائر ولاية ميلة الجزائرية.